# Eduard Reiss (Jurist)

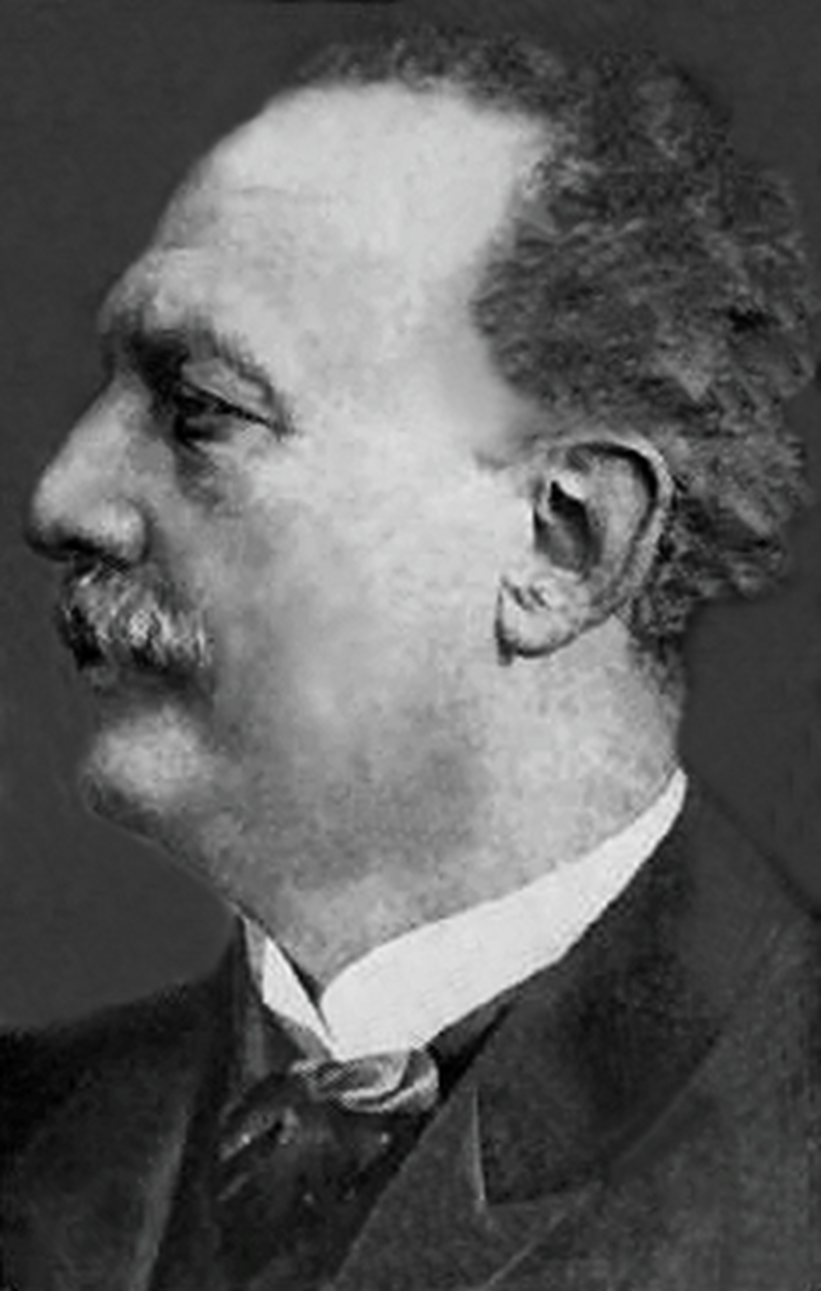
Eduard Reiss

Eduard Reiss auch Eduard Reiß (* 8. Mai 1850 in Załoźce bei Ternopil, Galizien, Kaisertum Österreich; † 27. April 1907 in Wien)  war ein promovierter österreichischer Jurist und der erste jüdische Bürgermeister von Czernowitz.

## Leben
Reiss entstammte dem assimilierten Judentum. Sein Vater war Militärarzt, der 1856 mit der Familie nach Czernowitz gekommen war und eine Praxis eröffnet hatte.
Reiss besuchte das k.k. I. Staatsgymnasium Czernowitz. Der Dichter Ernst Rudolf Neubauer (1828–1898) war sein Geschichtslehrer. Zwei Klassen über Reiss war der spätere Journalist, Publizist und Dichter Karl Emil Franzos. Ein Jahrgangskollege war Mihai Eminescu, der spätere Nationaldichter der Rumänen. Wie Franzos engagierte sich Reiss entschieden für eine deutsch-jüdische Kultursymbiose.
Nach der Matura studierte er ab 1868 an der Universität Wien zunächst zwei Semester Medizin, dann Rechtswissenschaft. Er wurde Mitglied der Wiener Landsmannschaft Bukowina. Er kehrte nach Abschluss des Studiums 1872 nach Czernowitz zurück und übernahm eine Stelle am Landesgericht. 1875 hielt er die Festrede auf dem Gründungskommers der Franz-Josephs-Universität, zu deren ersten Promovenden er gehörte. Im selben Jahr trat er in eine Czernowitzer Anwaltskanzlei. 1879 wurde er Ehrenmitglied der Akademischen Burschenschaft Arminia Czernowitz zu Linz. Seit 1880 war er Mitglied der Bukowiner Advokatenkammer und selbständiger Rechtsanwalt. Im k.u.k. Ungarischen Infanterie Regiment „Erzherzog Ludwig Viktor“ Nr. 65 war er bereits 1871 Leutnant der Reserve. 1880 wurde er zum Oberleutnant befördert.
1884 wurde er erstmals zum Stadtabgeordneten gewählt. Vom 16. Januar 1894 bis zum 12. April 1905 bekleidete er das Amt des Vizebürgermeisters. Er wurde siebenmal wiedergewählt. In diese Zeit fallen viele städtebauliche Neuerungen: Wasserleitung und Kanalisation, elektrische Beleuchtung, Straßenpflasterung und Einrichtung einer Straßenbahn.
Am 12. April 1905 wurde Reiss mit 48 von 50 Stimmen zum Bürgermeister von Czernowitz gewählt. Er war der erste jüdische Bürgermeister einer österreichischen Landeshauptstadt. In Czernowitz blieb er nicht der einzige. 1912 folgte ihm Salo von Weisselberger in dieses Amt. Noch am 7. Februar 1907 wiedergewählt, erlebte er in den beiden Amtsjahren bis zu seinem plötzlichen Tod die Eröffnung des Stadttheaters, des neuen Bahnhofs und des Justizpalasts. Er starb während einer Erholungsreise in Wien an einem Schlaganfall. Sein Leichnam wurde mit der Eisenbahn nach Czernowitz überführt. Der Trauerzug begann auf dem Bahnhof. Begraben wurde Reiss auf dem Jüdischen Friedhof Czernowitz am 30. April 1907 um 14 Uhr. Er hinterließ seine Frau Fanny und die Kinder Alma und Joseph.

### Vereine und Ehrenämter
- Akademische Lesehalle
- Czernowitzer Männergesangsverein
- Aufsichtsrat der Wiener Landesbank
- Vizepräsident der Bukowiner Advokatenkammer
- Vorsitzender des Landesschulrates
- Kuratoriumsmitglied des Israelitischen Waisenhauses

### Ehrungen
- Franz-Joseph-Orden (1880)
- k.k. Regierungsrat (1900)

## Gedenken

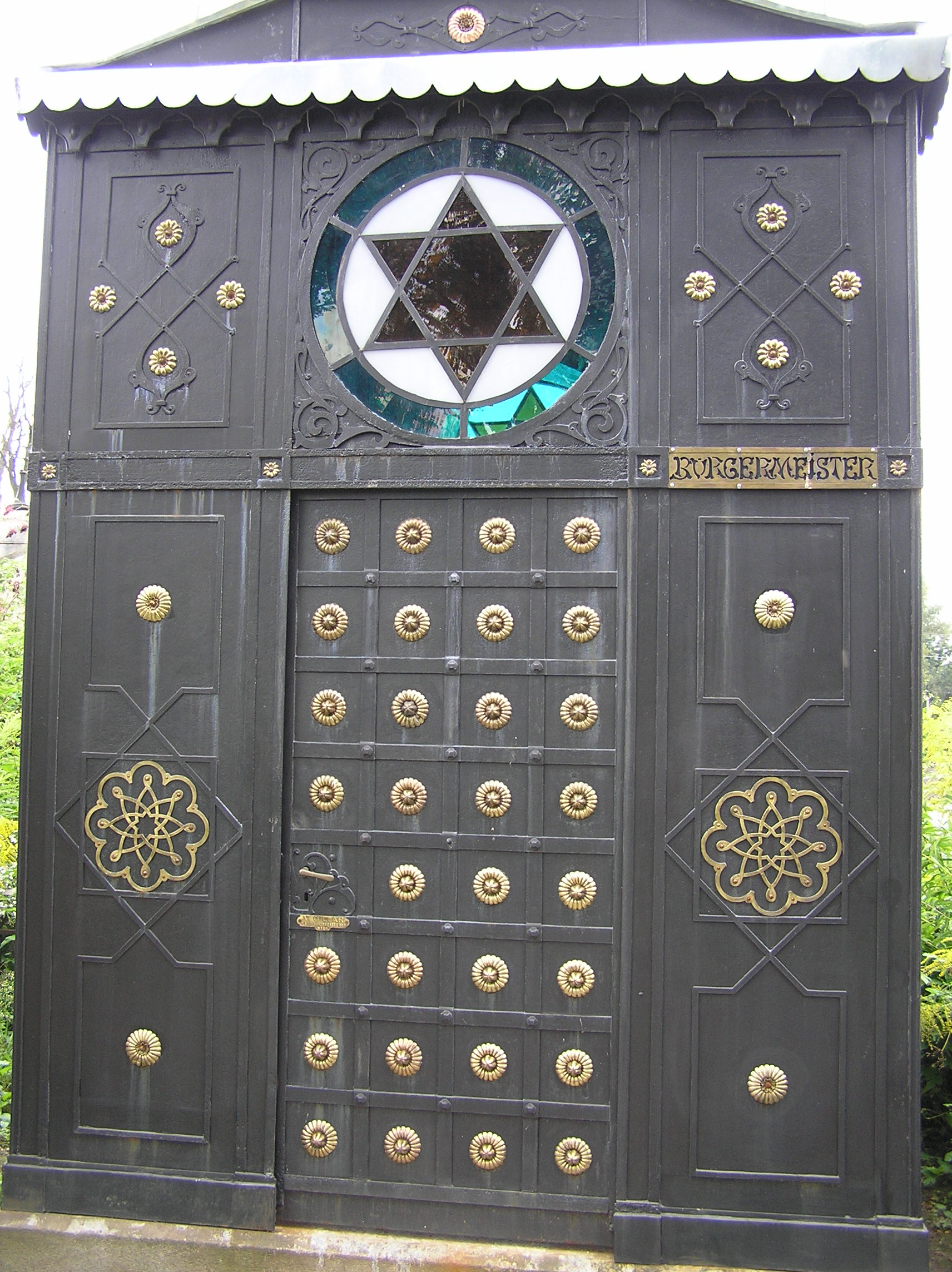
Reiss’ Grab

Am Tag der Beerdigung, am 30. April 1907, beschloss der Stadtrat die Umbenennung der Schlangengasse, in der das Wohnhaus der Familie Reiß stand. Als Dr. Eduard Reiss-Gasse ist sie bereits auf dem Stadtplan von 1908 verzeichnet. In der rumänischen Zeit wurde sie in Strada Mircea Voda umbenannt. Seit der sowjetischen Zeit heißt sie vulycja Ukrainska.
Reiss’ Grabmal befindet sich am Eingang des Jüdischen Friedhofes, rechts hinter der Leichenhalle und gegenüber vom Grab des Zionistenführers Benno Straucher. Die jüdische Gemeinde stiftete eine Ehrengruft und ließ sie mit einem kapellenartigen Baldachin überbauen, der – fein aus Metall ausgesägt – die Worte „Dr. Eduard Reiß Bürgermeister“ trug. Das Grabmal verrostete in sowjetischer Zeit, wurde aber nach dem Zusammenbruch des Ostblocks restauriert. Das Namensschild ging verloren; das Wort „Bürgermeister“ blieb aber erhalten.
Reiss’ Porträt wurde im Sitzungssaal des Rathauses aufgehängt. Lange verschwunden, kam es 1998 anlässlich der Feierlichkeiten zur 150-jährigen Autonomie der Bukowina mit den Bildern aller Bürgermeister wieder ins Czernowitzer Rathaus.